# Osõtsuu hoiuala
Osõtsuu hoiuala (hoiuala = Schutzgebiet) ist ein Naturschutzgebiet der IUCN-Kategorie VI in der Landgemeinde Kanepi im Kreis Põlva auf dem estnischen Festland. Das Schutzgebiet wurde 2005 gegründet. Es ist 26,1 Hektar groß und hat eine Binnengewässerfläche von 1,4 Hektar. Im Schutzgebiet liegt der Osõtsuu järv.